# Alfés
Alfés – gmina w Hiszpanii, w prowincji Lleida, w Katalonii, o powierzchni 32,09 km². W 2011 roku gmina liczyła 342 mieszkańców.